# Benz Omnibus (1895)
Der Benz Omnibus (1895) war der erste verbrennungsmotorbetriebene Omnibus der Welt. Er wurde von der Benz & Cie. des Automobilpioniers Carl Benz gebaut und hatte acht Sitzplätze, den Fahrerplatz eingeschlossen.

## Geschichte und Technik
Der geschlossene Kutschenwagen, bei dem sich der Fahrersitz über der Vorderachse befand, war eine Weiterentwicklung des Benz-Patent-Motorwagens Victoria von 1894 mit einem geschlossenen sechssitzigem Aufbau. Wie bei einem Landauer saßen sich die Passagiere in zwei Reihen gegenüber. Der siebte Fahrgast saß draußen neben dem Fahrer. Carl Benz entwickelte den „Omnibus“ oder „Überland-Omnibus“, um ihn an Betreiber gewerblichen Linienverkehrs zu verkaufen. Der 5-PS-Motor mit 2650 cm³ Hubraum (Bohrung/Hub: 150 × 150 mm) war liegend im Heck eingebaut und übertrug die Kraft über ein Zweigang-Riemengetriebe und Kette an die Hinterachse. Die Höchstgeschwindigkeit des mit Vollgummi-Reifen ausgerüsteten Busses lag bei 20 km/h. Der erste Omnibus wurde am 12. März 1895 an die Netphener Omnibusgesellschaft ausgeliefert, der zweite am 28. Juni 1895. Zwei weitere Busse gingen an Schild und Cie. in Vegesack und Johann Jansen in Nordenham. Der Kaufpreis betrug 6000 Mark.
Am 18. März 1895 wurde von der Netphener Omnibusgesellschaft für kurze Zeit ein Linienverkehr von Siegen über Netphen nach Deuz aufgenommen. Für die 15 Kilometer lange Strecke mit fünf Haltestellen und 80 Meter Höhenunterschied brauchte der Omnibus eine Stunde und 20 Minuten. Technische Schwierigkeiten und die durch Pferdefuhrwerke ausgefahrenen Fahrspuren veranlassten den Käufer, seine beiden Busse im folgenden Winter schon wieder an Carl Benz zurückzugeben und den Linienverkehr einzustellen.